# ゴシキノジコ
ゴシキノジコ （五色野路子、学名：Passerina ciris）は、スズメ目フウキンチョウ科に分類される鳥類の一種。

## 分布
北アメリカ